# NK Mladost Ždralovi
Nogometni klub Mladost Ždralovi hrvatski je nogometni klub iz naselja Ždralovi koje se nalazi u sastavu grada Bjelovara. Trenutačno se natječe u 2. NL.

## Povijest
U sezoni 2010./11. su se natjecali u 4. HNL – Sjever, Skupini B koju su završili na 1. mjestu.
U sezonama 2011./12. i 2012./13. osvojeno je 1. mjesto u 3. HNL – Sjever. NK Mladost Ždralovi su poznati po svojim dobrim mlađim selekcijama. Najpoznatiji nogometaši ponikli u Mladosti, a koji su igrali 1. HNL su[nedostaje izvor] Ognjen Vukojević, Petar Bošnjak, Stipe Bošnjak, Alen Maras, Filip Ozobić, Ivica Beljan, Matija Poredski, a od starijih Ivan Bedi.
U sezoni 2011./12. – 2. HNL kadeta i juniora skupine Sjever, 1. mjesto osvojili su, juniori i kadeti Mladosti. 
Također u sezoni 2013./14. – 2. HNL juniora skupina Sjever, 1. mjesto osvojili su juniori Mladosti s uvjerljivom prednosću od čak 21 bod pred drugim pratiteljem Viroviticom. 
Sezone 2013./14. je osvojen i Županijski kup pobjedom protiv NK Daruvara 4:2.

## Uspjesi
- 3. HNL – Sjever
  - Prvak (5): 1994./95., 2011./12., 2012./13., 2019./20., 2020./21.

## Vanjske poveznice
- Službena web-stranica
- Profil, Facebook
- Profil, Instagram
- Profil, HNS Semafor
- Profil, Nogometni leksikon